# Bang Bang Orangutang
Bang Bang Orangutang is een Zweeds-Deense film uit 2005, geregisseerd door Simon Staho met Mikael Persbrandt, Michael Nyqvist, Lena Olin, Fares Fares, Jonas Karlsson, Reine Brynolfsson en Tuva Novotny.

## Verhaal
Åke Jönsson (Persbrandt), een succesvol zakenman, leeft slechts voor zijn carrière en zijn auto. Zijn gezin komt op de tweede plaats en bij uitzondering maakt hij tijd voor hen. Op een dag rijdt hij, druk telefonerend, over zijn zoon Oscar die hierbij komt te overlijden. Voor zijn vrouw Nina (Olin) is de maat dan vol en vraagt zij een scheiding aan. Verder verbiedt zij Åke nog langer zijn dochter Emma te zien. Åke en Emma ontmoeten elkaar echter toch in het geheim. Na alles wat hij heeft meegemaakt, wil hij niet ook nog eens zijn dochter verliezen. Åke geeft echt alles voor zijn dochter, die nu zeker op de eerste plaats komt.